# Мулдакменс (платформа)
Му́лда́кменс (латыш. Muldakmens) — остановочный пункт в Айзкраукльской волости Айзкраукльского края, на железнодорожной линии Рига — Крустпилс.

## История
В железнодорожных расписаниях блок-пост 845 км (в служебных расписаниях — «Стрелка № 2», код в классификации СССР — 10381) появился в 1972 году. Данный блок-пост оборудован на переходе с однопутного на двухпутный участок. В 1999 году переименован в честь валуна «Мелькитару мулдас акменс», находящегося в 3 км к северу от платформы на краю бывшего болота Мулду (теперь луг Мулду).
В 2012 году при строительстве второго пути на участке Скривери — Крустпилс, перрон блок-поста перенесли примерно на 500 м в сторону Риги. Этот временный перрон был демонтирован после постройки новых высоких перронов возле переезда в направлении Айзкраукле. После ввода второго пути в эксплуатацию и ликвидации стрелки блок-поста, Мулдакменс стал остановочным пунктом.